# Хорхе Манрике
Хорхе Манрике (на испански: Jorge Manrique) е испански поет и военачалник. Най-известното му произведение е „Coplas por la muerte de su padre“ (1477?), стихове, посветени на баща му Родриго Манрике.

## Биография и творчество
Хорхе Манрике произлиза от знатен кастилски род и от ранна възраст постъпва в армията. Той участва активно в гражданските войни по времето на Хуан II, поддържайки претенциите на бъдещата кралица Исабела. Убит е в битката за крепостта Гарси-Муньос край Калатрава.

### Издания на български
- Манрике, Хорхе. „Песни на Хорхе Манрике за неговия баща“. В: Испанска поезия.   София, Народна култура, 1980.